# Контора (Российская империя)
Конто́ра (фр. comptoir, от compte — счёт) — место заведывающее счётными и хозяйственными делами, в Российской империи и СССР название некоторых административных (почтово-телеграфные конторы и другие) и торгово-промышленных учреждений (конторы Государственного банка, конторы фабрик и заводов).
Работник (писарь и счётчик) конторы — конторщик. В Англии конторщик, исполняющий письменные работы в адвокатских, нотариальных и других конторах — клерк.

## Терминология
Первоначально контора — комната для письмоводства купца, затем отделения, открываемые купцами или торговыми компаниями в других странах.
В России слово вошло в употребление при Петре I, первоначально для обозначения правительственных установлений (учреждений), которые являлись подразделениями и отделениями других центральных учреждений. Так, некоторые петровские коллегии имели конторы (одна из них называлась штатс-конторой).

## История контор

### Государственные конторы
Государственные конторы:
- конторы адресов[5] (1809);
- конторы Государственного банка (1860, см. ниже);
- герольдмейстерская (1722);
- егермейстерская[6];
- гоф-интендантская контора[7];
- камерная[8];
- контора канцелярии конфискации[9];
- придворная конюшенная контора;
- медицинская контора;
- межевая контора;
- новокрещенская контора;
- нотариальная контора;
- печатная;
- почтово-телеграфная;
- придворные;
- раскольническая;
- рекетмейстерская;
- контора розыскных дел;
- сенатская;
- синодальные;
- соляная;
- контора тайной канцелярии;
- удельные (1808—1892);
- ярмарочные;
- и другие.

#### Конторы Государственного банка
Конторы Государственного банка России в XIX веке заведовались управляющими и директорами, от 2-х до 4-х, и находились под непосредственным начальством правления банка, которому они представляли недельные, месячные и годовые ведомости о своих оборотах. Конторы были учреждены в 1860 году в Москве, Архангельске, Одессе, Риге, Киеве, Екатеринбурге и Харькове, в 1862 году в Ростове-на-Дону.
Конторам Государственного банка предоставлялось производство или всех, или только некоторых из поименованных в уставе операций, сообразно с потребностями местной промышленности и торговли и по усмотрению правления банка и министра финансов. В виде временной меры 11 декабря 1885 года конторам и отделениям было разрешено выдавать сахарозаводчикам ссуды под залог сахара на основании особых правил. В 1886 году (18 марта) архангельской конторе было разрешено выдавать ссуды недостаточным рыбопромышленникам за счёт государственного казначейства под обеспечение имущества артели и личного имущества участников, ответственных круговой порукой. В начале 1917 года в состав Государственного банка входили 11 контор.

### Частные конторы
Из частных торговых предприятий законодательством было присвоено название контор некоторым из банковских заведений и комиссионерским, справочным и тому подобным заведениям.
Комиссионерские конторы, открывавшиеся частными лицами для исполнения поручений по купле и продаже, по займу капиталов, найму домов и приисканию разного рода людей на частные должности и службу, были разделены законом 16 ноября 1843 года (прилож. к 53 ст. торгового Устава) на два разряда:
- конторы, имевшие дела с лицами, жившими вне места её учреждения;
- конторы, круг действия которых ограничивался местом их учреждения.

Для обеспечения исков, могущих возникнуть к комиссионерским конторам и вообще для упрочения их кредита, содержатели контор первого разряда вносили залог по 15 000 руб., содержатели контор второго разряда — в половинном размере. Содержатели контор комиссионерства первого разряда могли открывать вне того города, где учреждена контора, также её отделения; но в случае открытия более трёх отделений, по каждому новому отделению должен был быть внесён дополнительный залог в размере 4000 руб. Платежи, произведённые из залогов по взысканиям, предъявленным к конторам должны были быть немедленно пополнены, в противном случае контора закрывалась. При закрытии конторы мерами правительства, или по собственному желанию её содержателя, залог возвращался лишь после публикации о вызове кредиторов.
Разрешение на открытие комиссионерских контор давалось министром внутренних дел. Более льготные правила были установлены в 1882 году для контор, открывавшихся исключительно для посредничества по найму лиц на частные должности и службу. Разрешение на открытие таких контор давалось местным губернатором, градоначальником или обер-полицмейстером, которые вступали в предварительное сношение с попечителем учебного округа, если в программу операций учреждаемой конторы входила рекомендация лиц, занимающихся педагогической деятельностью; содержатели контор, распространявших свою деятельность на всю империю, представляли залог в 5000 р., содержатели контор, предназначавшихся для деятельности в пределах одной губернии, представляли за каждую контору следующие залоги: в столицах, Варшаве, Одессе, Риге, Вильне, Киеве и Харькове — по 2000 р., в других губернских городах — по 1000 р., а в остальных местностях — по 500 руб.